# Sabine j'imagine

Sabine j'imagine est un téléfilm français réalisé par Dennis Berry en 1991.

## Synopsis
Quelque part dans la campagne, Sabine, une gamine de 13 ans, forte tête, se défend énergiquement lorsqu'elle est importunée par trois jeunes voyous. L'affaire manque de mal tourner, Sabine est cependant secourue par un ami de ses parents. Sabine promet à Vincent, un des trois voyous, une cinglante vengeance. Le soir même, son père Georges corrige violemment le jeune homme. Peu après, le corps sans vie de Vincent est découvert dans un bois. Georges est susceptible d'être accusé de meurtres. Sabine mène l'enquête et en profite pour brouiller les pistes afin que Georges ne soit pas inquiété. 

## Fiche technique
- Titre : Sabine j'imagine
- Réalisation : Dennis Berry
- Scénario : Véronique Herbault et Pierre Uytterhoeven
- Image : Cyril Lathus
- Musique : Stéphane Vilar
- Montage : Arnaud Petit-Glasmann
- Production : Antenne 2, Ellipse Programme
- Genre : Comédie dramatique
- Durée : 1h30 minutes
- Date de diffusion : 30 mai 1992 sur Canal+

## Distribution
- Gérard Klein : Georges Morel
- Corinne Dacla : Patricia
- Jennifer Covillaut : Sabine
- Boris Roatta : Nicolas
- Nils Tavernier : Marc